# Thermovinification
La thermovinification est un processus de vinification qui consiste à chauffer une vendange fraîche à 70 °C environ 30 minutes avant qu'elle soit pressée, et que les jus de goutte et jus de presse soient réunis pour suivre une fermentation alcoolique classique. Le procédé a été inventé pour permettre le traitement rapide de gros volumes de vendange, en s'affranchissant de la phase solide (pellicules, pépins, rafles, …) qui représentent environ 30 % du volume de la vendange.

## Processus
La vendange est chauffée rapidement, elle est portée en quelques minutes à 70 °C, température à laquelle elle sera maintenue pendant 30 à 40 minutes avant d'être refroidie puis pressée, et vinifiée en phase liquide. 

### Techniques de chauffage

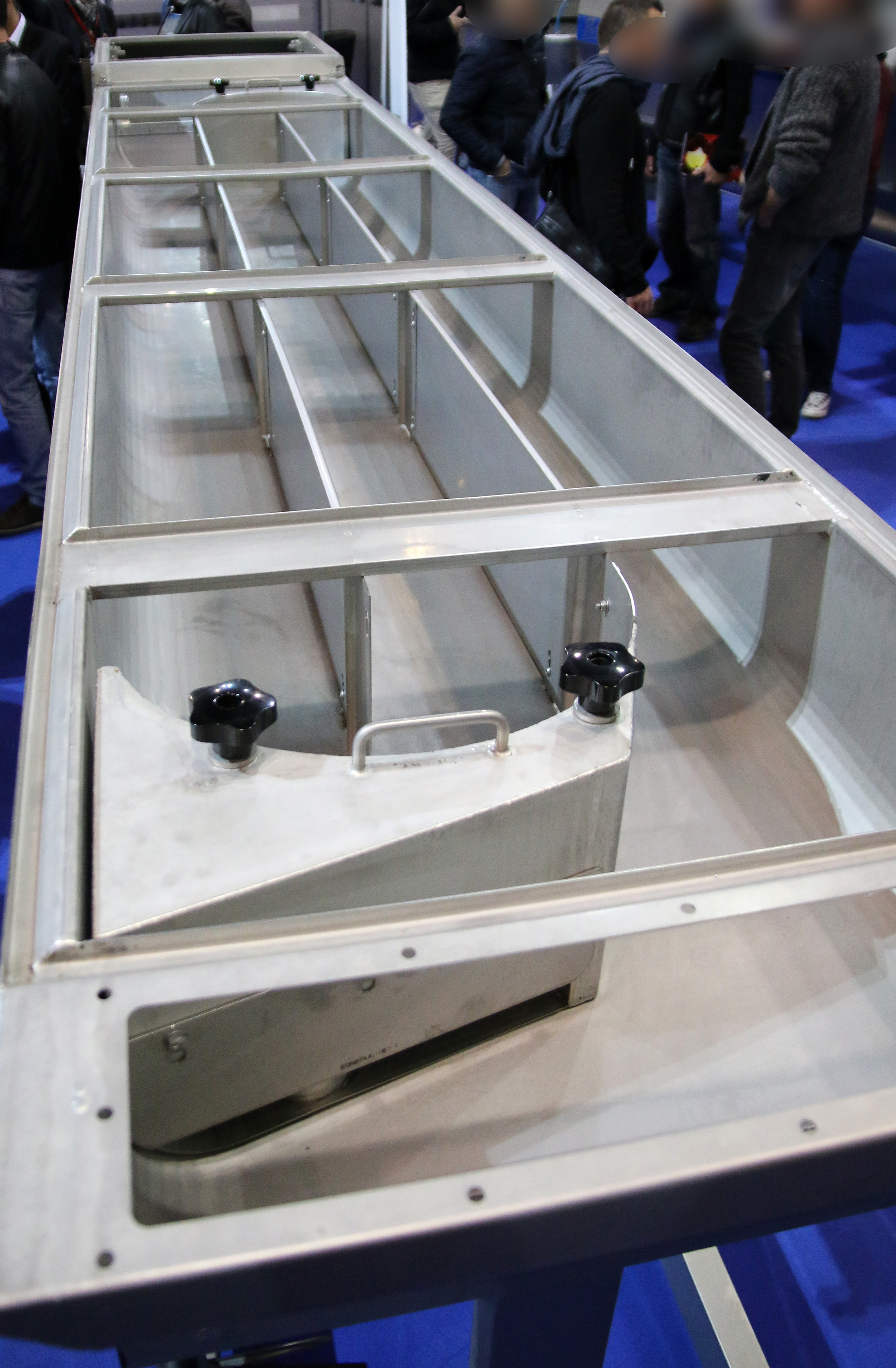
Échangeur à vendange, la vendange peut être pré-chauffée, avant thermovinification, avec la circulation d'un moût à refroidir après thermovinification.

Le procédé nécessite à la fois une température suffisante pour que l'intérêt de la thermovinification soit effectif, mais pas trop élevée pour ne pas dénaturer les arômes de la vendange. Ces appareils ont des capacités de traitement très importantes (plusieurs tonnes par heure).  L’importance dans le traitement est de franchir très rapidement les températures intermédiaires pour ne pas activer de processus biologique indésirable et diminuer la durée du traitement.
La température peut aller de 60 à 80 °C, majoritairement entre 70 et 75 °C.

#### Tapis à chaleur
Utilisé originellement pour les pruneaux, c'est un séchoir en continu, où l’on chauffe la vendange sur un tapis roulant. Le système envoie de la  vapeur d'eau très chaude, puis de l’air chaud et sec. Cette technique est à utiliser sur de la vendange entière pour éviter le dessèchement des baies.

#### Échangeurs multitubulaires
Système de tuyaux où l’on fait circuler la vendange, enveloppés dans un tuyau de diamètre supérieur ou circule un liquide chaud. L'échange de chaleur se fait par contact avec la tubulure. Des échangeurs de très petit diamètre risquent de donner des goûts herbacés indésirables par trituration des rafles. Un diamètre de la taille d'une grappe est nécessaire (environ 150 mm). A contrario, les gros diamètres sont inefficaces car il faut réchauffer la vendange à cœur, et donc maximiser la surface par rapport au volume de vendange qui y circule.

#### Échangeurs à surface raclée
La vendange circule dans une partie intermédiaire et de l’eau chaude dans les autres parties, en contre sens. Exemple de la technique Gasquet qui propose le chauffage homogène de la vendange par chauffage à contre-courant.

#### Technique par immersion
La vendange est chauffée en la plongeant dans du moût chaud. C'est l'exemple de la technique Thermocompact. 

### Pressurage
La vendange est ensuite pressée pour ne garder que la phase liquide. La phase solide est éliminée.

### Fermentation
Les phases liquides, le jus de goutte et le jus de presse, sont ensuite vinifiés séparément. La fermentation alcoolique se réalise à basse température, 16 °C, comme pour un blanc ou un rosé.

## Effets sur le vin

### Chimiques
Les enzymes présentes dans le vin sont détruites à haute température.
- La laccase est résistante jusqu'à 70 °C, et dégradée à partir de 70 °C. En deçà de ces températures, elle a une forte activité enzymatique, non souhaitée. Il est donc nécessaire de monter rapidement en température pour limiter le temps d'action de la laccase. Un sulfitage peut limiter cette activité initiale.
- Les enzymes pectolytiques, elles souhaitables, sont également inactivées. Un enrichissement en enzymes pectolytiques peut être nécessaire pour permettre le processus d'extraction des polyphénols contenus dans les pellicules.
- Destruction des pectines et beta-glucanases.

### Biologiques
Les micro-organismes sont partiellement détruits par la chaleur. Ainsi, les populations naturelles de levures et bactéries sont fortement réduites. Il peut être nécessaire de réaliser un ensemencement pour la fermentation alcoolique et la fermentation malolactique
- Les levures sont en majorité éliminées, il peut subsister une faible population de levures thermophiles, telle schizosaccharomyces pombe en cas de refroidissement tardif. Un ensemencement de saccharomyces cerevisiae sera facilité par l'absence d'autres populations concurrentes.
- Les bactéries sont également affectées, les populations tombent à 103 cellule/mL. La population peut tout de même réussir à atteindre un seuil de 105 cellules/mL à la fin de la fermentation et provoquer un départ de la fermentation malolactique spontané.

### Organoleptiques
Le chauffage facilite la dislocation des pellicules, les moûts qui en sont issus peuvent être troubles. L'usage d'une colle permet de les clarifier, comme la PVPP, mais l'intensité colorante peut alors diminuer. Celle-ci n’étant pas très stable dû à l’absence de macération, cela peut être problématique.

#### Défavorables
- Arômes amyliques
- Arômes d’alcools supérieurs
- Arômes de chauffe ou de cuit, difficiles à éliminer
- Arômes herbacés
- Couleur instable dans le temps, ne convenant pas aux vins de garde

#### Favorables
- Gain de couleur à court terme
- Vins plus souples plus ronds
- Concentration en tanins peu élevée (vins de consommation rapide)
- Vins ne subissant pas d'effets négatifs en cas de vendange atteinte de pourriture grise (botrytis cinerea)

## Conséquences pratiques de la thermovinification

### Avantages
- Économie de main d’œuvre.
- Économie d'espace de cuverie.
- Destruction de la laccase.
- Séparation des phases de fermentation

### Inconvénients
- Coût élevé en énergie
- Dimension des équipements nécessaires
- Optimisation des équipements pour les échanges thermiques

## L'alternative de laFlash détente
La flash détente utilise également un procédé de chauffage, mais est ensuite traitée sous vide contrairement à la thermovinification. Le traitement sous vide favorise l’extraction, les vins peuvent en sortir plus concentrés.
Il est cependant nécessaire de stabiliser la couleur, les anthocyanes responsables de la couleur se lient avec les tanins, assurer une macération postérieure avec la partie solide est un moyen d'y parvenir, tout comme l'ajout de tanins. 